# Литуус

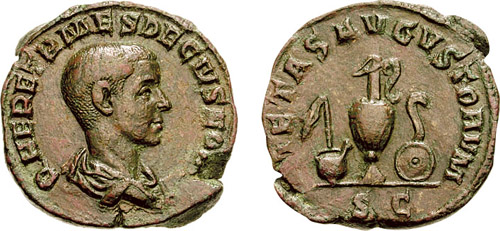
Литуус (обратная сторона, справа, над патерой) как принадлежность культа, на этой монете обозначает pietas римского императора Геренния Этруска

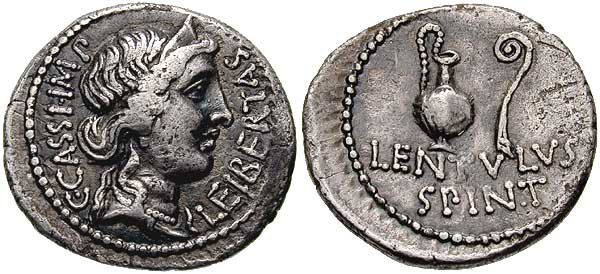

Слово lituus изначально обозначало изогнутый посох авгура или изогнутую военную трубу в латинском языке.

## Римский ритуальный посох
Литуус — изогнутый посох, использовавшийся авгуром как культовый инструмент в древнеримской религии для очерчивания определённого участка в небе (templum) для гаданий по полётам птиц. По поведению птиц в данном участке угадывалась воля богов.
Литуус также использовался как символ коллегии авгуров.

## Музыкальный инструмент

### Античный литуус
Античный литуус изначально был этрусским медным духовым инструментом, изогнутым на конце, схожим с галльским carnyx. Употреблялся в римской кавалерии, соответственно трубачи назывались liticines. Он отличался от трубы римских пехотинцев кривой формой и более высоким и резким тоном. Позже он использовался римлянами как сигнальный инструмент. В XVII веке немецкий вариант изогнутого античного литууса всё ещё использовался ночной стражей как сигнальный рожок.

### Средневековый литуус
Средневековый литуус отличался от этрусского прототипа. Он был описан Кюрцингером (1763) как вариант ранней натуральной трубы или рога. Одной из последних музыкальных работ, написанных для средневекового литууса, был мотет O Jesu Christ, meins Lebens Licht (BWV 118) Иоганна Себастьяна Баха. Учёные из Эдинбургского университета в мае 2009 года попытались восстановить литуус, не использовавшийся до этого в течение 300 лет.